# 34e cérémonie des Oscars
La 34e cérémonie des Oscars du cinéma s'est déroulée le 9 avril 1962 au Santa Monica Civic Auditorium à Santa Monica (Californie), Bob Hope étant le maître de cérémonie.

## Palmarès et nominations

### Meilleur film
- West Side Story - Robert Wise, producteur
  - Fanny - Joshua Logan, producteur
  - Les Canons de Navarone (The Guns of Navarone) - Carl Foreman, producteur
  - L'Arnaqueur (The Hustler) - Robert Rossen, producteur
  - Jugement à Nuremberg (Judgment at Nuremberg) - Stanley Kramer, producteur

### Meilleur réalisateur
- Robert Wise et Jerome Robbins pour West Side Story
  - Stanley Kramer pour Jugement à Nuremberg
  - Federico Fellini pour La Dolce Vita
  - J. Lee Thompson pour Les Canons de Navarone
  - Robert Rossen pour L'Arnaqueur (The Hustler)

### Meilleur acteur
- Maximilian Schell pour le rôle de Hans Rolfe dans Jugement à Nuremberg
  - Charles Boyer pour le rôle de César dans Fanny
  - Paul Newman pour le rôle d'Eddie Felson dans L'Arnaqueur
  - Spencer Tracy pour le rôle du juge Dan Haywood dans Jugement à Nuremberg
  - Stuart Whitman pour le rôle de Jim Fuller dans La Marque (The Mark) de Guy Green

### Meilleure actrice
- Sophia Loren pour le rôle de Cesira dans La ciociara de Vittorio De Sica
  - Audrey Hepburn pour le rôle de Holly Golightly dans Diamants sur canapé (Breakfast at Tiffany's) de Blake Edwards
  - Piper Laurie pour le rôle de Sarah Packard dans L'Arnaqueur
  - Geraldine Page pour le rôle d'Alma Winemiller dans Été et Fumées (Summer and Smoke) de Peter Glenville
  - Natalie Wood pour le rôle de Wilma Dean 'Deanie' Loomis dans La Fièvre dans le sang (Splendor in the Grass) de Elia Kazan

### Meilleur acteur dans un second rôle
- George Chakiris pour le rôle de Bernardo dans West Side Story
  - Montgomery Clift pour le rôle de Rudolph Petersen dans Jugement à Nuremberg
  - Peter Falk pour le rôle de Joy Boy dans Milliardaire pour un jour (Pocketful of Miracles) de Frank Capra
  - Jackie Gleason pour le rôle de Minnesota Fats dans L'Arnaqueur
  - George C. Scott pour le rôle de Bert Gordon dans L'Arnaqueur

### Meilleure actrice dans un second rôle
- Rita Moreno pour le rôle d'Anita dans West Side Story
  - Fay Bainter pour le rôle de Amelia Tilford dans La Rumeur (The Children's Hour) de William Wyler
  - Judy Garland pour le rôle d'Irene Hoffman dans Jugement à Nuremberg
  - Lotte Lenya pour le rôle de Contessa dans Le Visage du plaisir (The Roman Spring of Mrs. Stone) de José Quintero
  - Una Merkel pour le rôle de Mrs. Winemiller dans Été et Fumées

### Meilleur scénario original
- William Inge pour La Fièvre dans le sang
  - Valentin Yoshov et Grigori Chukhrai pour La Ballade du soldat (Баллада о солдате) de Grigori Tchoukhraï
  - Federico Fellini, Tullio Pinelli, Ennio Flaiano et Brunello Rondi pour La dolce vita
  - Sergio Amidei, Diego Fabbri et Indro Montanelli pour Le Général Della Rovere (Il generale della Rovere) de Roberto Rossellini
  - Stanley Shapiro et Paul Henning pour Un pyjama pour deux (Lover Come Back) de Delbert Mann

### Meilleur scénario adapté
- Abby Mann pour Jugement à Nuremberg, d'après le téléfilm Judgment at Nuremberg écrit par Abby Mann
  - George Axelrod pour Diamants sur canapé, d'après la nouvelle Petit Déjeuner chez Tiffany de Truman Capote
  - Carl Foreman pour Les Canons de Navarone, d'après le roman The Guns of Navarone d'Alistair MacLean
  - Sydney Carroll et Robert Rossen pour L'Arnaqueur, d'après le roman The Hustler de Walter Tevis
  - Ernest Lehman pour West Side Story, d'après la comédie musicale West Side Story de Arthur Laurents et Stephen Sondheim

### Meilleur film en langue étrangère
- À travers le miroir (Såsom i en spegel) de Ingmar Bergman •  Suède
  - Un amour éternel (Eien no hito) de Keisuke Kinoshita •  Japon
  - Harry et son valet (Harry og kammertjeneren) de Bent Christensen •  Danemark
  - Plácido de Luis García Berlanga •  Espagne
  - Ánimas Trujano d'Ismael Rodríguez •  Mexique

### Meilleure photographie

#### Noir et blanc
- Eugen Schüfftan pour L'Arnaqueur
  - Edward Colman pour Monte là-d'ssus (The Absent-Minded Professor) de Robert Stevenson
  - Franz F. Planer pour La Rumeur
  - Ernest Laszlo pour Jugement à Nuremberg
  - Daniel L. Fapp pour Un, deux, trois (One, Two, Three) de Billy Wilder

#### Couleur
- Daniel L. Fappani pour West Side Story
  - Jack Cardiff pour Fanny
  - Russell Metty pour Au rythme des tambours fleuris (Flower Drum Song) de Henry Koster
  - Harry Stradling Sr. pour Le Gentleman en kimono (A Majority of One) de Mervyn LeRoy
  - Charles Lang pour La Vengeance aux deux visages (One-Eyed Jacks) de Marlon Brando

### Meilleure direction artistique

#### Noir et blanc
- L’Arnaqueur – Direction artistique : Harry Horner - Chef décorateur : Gene Callahan
  - Monte là-d'ssus – Direction artistique : Carroll Clark - Chefs décorateurs : Emile Kuri et Hal Gausman
  - La Rumeur – Direction artistique : Fernando Carrere - Chef décorateur : Edward G. Boyle
  - Jugement à Nuremberg – Direction artistique : Rudolf Sternad - Chef décorateur : George Milo
  - La dolce vita – Piero Gherardi

#### Couleur
- West Side Story – Direction artistique : Boris Leven - Chef décorateur : Victor A. Gangelin
  - Diamants sur canapé – Direction artistique : Hal Pereira et Roland Anderson - Chefs décorateurs : Samuel M. Comer et Ray Moyer
  - Le Cid (El Cid) d'Anthony Mann – Direction artistique : Veniero Colasanti et John Moore
  - Au rythme des tambours fleuris – Direction artistique : Alexander Golitzen et Joseph Wright - Chef décorateur : Howard Bristol
  - Été et Fumées – Direction artistique : Hal Pereira et Walter Tyler - Chef décorateur : Samuel M. Comer et Arthur Krams

### Meilleurs costumes

#### Noir et blanc
- Piero Gherardi pour La dolce vita
  - Dorothy Jeakins pour La Rumeur
  - Howard Shoup pour Claudelle Inglish de Gordon Douglas
  - Jean-Louis Berthault pour Jugement à Nuremberg
  - Yoshirō Muraki pour Le Garde du corps (用心棒) de Akira Kurosawa

#### Couleur
- Irene Sharaff pour West Side Story
  - Bill Thomas pour Babes in Toyland de Jack Donohue
  - Jean-Louis Berthault pour Histoire d'un amour (Back Street) de David Miller
  - Irene Sharaff pour Au rythme des tambours fleuris
  - Edith Head et Walter Plunkett pour Milliardaire pour un jour

### Meilleur son
- Gordon E. Sawyer et Fred Hynes pour West Side Story
  - Gordon E. Sawyer pour La Rumeur
  - Waldon O. Watson pour Au rythme des tambours fleuris
  - John Cox pour Les Canons de Navarone
  - Robert O. Cook pour La Fiancée de papa (The Parent Trap) de David Swift

### Meilleure musique de film

#### Film dramatique ou comédie
- Henry Mancini pour Diamants sur canapé
  - Miklós Rózsa pour Le Cid
  - Morris Stoloff et Harry Sukman pour Fanny
  - Dimitri Tiomkin pour Les Canons de Navarone
  - Elmer Bernstein pour Été et Fumées

#### Film musical
- Saul Chaplin, Johnny Green, Sid Ramin et Irwin Kostal pour West Side Story
  - George Bruns pour Babes in Toyland
  - Alfred Newman et Ken Darby pour Au rythme des tambours fleuris
  - Dmitri Chostakovitch pour La Khovanchtchina (Khovanshchina) de Vera Stroeva
  - Duke Ellington pour Paris Blues de Martin Ritt

### Meilleure chanson
- Moon River dans Diamants sur canapé – Musique : Henry Mancini ; paroles : Johnny Mercer
  - Bachelor in Paradise dans L'Américaine et l'Amour (Bachelor in Paradise) de Jack Arnold – Musique : Henry Mancini ; paroles : Mack David
  - The Falcon and The Dove dans Le Cid – Musique : Miklos Rozsa ; paroles : Paul Francis Webster
  - Pocketful of Miracles dans Milliardaire pour un jour – Musique : James Van Heusen ; paroles : Sammy Cahn
  - Town Without Pity dans Ville sans pitié (Town Without Pity) de Gottfried Reinhardt – Musique : Dimitri Tiomkin ; paroles : Ned Washington

### Meilleur montage
- Thomas Stanford pour West Side Story
  - William H. Reynolds pour Fanny
  - Alan Osbiston pour Les Canons de Navarone
  - Frederic Knudtson pour Jugement à Nuremberg
  - Philip W. Anderson pour La Fiancée de papa

### Meilleurs effets spéciaux
- Bill Warrington pour Les Canons de Navarone
  - Robert A. Mattey et Eustace Lycett pour Monte là-d'ssus

### Meilleur long-métrage documentaire
- Le Ciel et la Boue de Pierre Dominique Gaisseau
  - La Grande Olympiade de Romolo Marcellini

### Meilleur court métrage

#### Prises de vues réelles
- Seawards the Great Ships - Templar Film Studios
  - Ballon vole - Ciné-Documents
  - The Face of Jesus, produit par Dr. John D. Jennings
  - Rooftops of New York, produit par Robert Gaffney
  - Very Nice, Very Nice - National Film Board of Canada

#### Documentaire
- Project Hope, produit par Frank P. Bibas
  - Breaking the Language Barrier - United States Air Force
  - Cradle of Genius, produit par Jim O'Connor et Tom Hayes
  - Kahl - Dido-Film-GmbH
  - L'Uomo in Grigio, produit par Benedetto Benedetti

#### Animation
- Ersatz - Zagreb Film
  - Aquamania, produit par Walt Disney
  - Beep Prepared, produit par Chuck Jones
  - Nelly's Folly, produit par Chuck Jones
  - The Pied Piper of Guadalupe, produit par Friz Freleng

### Oscars spéciaux

#### Oscars d'honneur
- William L. Hendricks
- Fred L. Metzler
- Jerome Robbins

#### Irving Thalberg Memorial Award
- Stanley Kramer

### Oscars scientifiques et techniques
- Sylvana Electric Products, Inc.
- James Dale, S. Wilson, H.E. Rice, John Rude, Laurie Atkin, Wadsworth E. Pohl, H. Peasgood et Technicolor
- 20th Century-Fox Research Department
- Hurleton, Inc., Electric Eye Equipment Division
- Wadsworth E. Pohl et Technicolor

## Statistiques

### Films récompensés
- 10 Oscars : West Side Story
- 2 Oscars : Diamants sur canapé, L'Arnaqueur, Jugement à Nuremberg
- 1 Oscar : À travers le miroir, Les Canons de Navarone, La dolce vita, La Fièvre dans le sang, Le Ciel et la Boue

### Films les plus nommés
- 11 nominations : West Side Story, Jugement à Nuremberg
- 9 nominations : L'Arnaqueur
- 7 nominations : Les Canons de Navarone
- 5 nominations : Au rythme des tambours fleuris, Diamants sur canapé, Fanny, La Rumeur
- 4 nominations : La dolce vita, Été et Fumées
- 3 nominations : Le Cid, Milliardaire pour un jour, Monte là-d'ssus
- 2 nominations : Babes in Toyland, La Fiancée de papa, La Fièvre dans le sang